# گلوبال پورتس
گلوبال پورتس (انگلیسی: Global Ports) شرکت لجستیک روس است، که در سال ۲۰۰۷ تأسیس شد.